# 澄庐
30°15′08″N 120°09′22″E / 30.25222°N 120.15611°E
澄庐位于中国浙江省杭州市上城区南山路与西湖之间，2000年被列为杭州市文物保护单位，2005年被列为浙江省文物保护单位。
澄庐建于20世纪20年代，是盛宣怀四子、汉冶萍公司总经理盛恩颐的别墅，1927年12月蒋介石与宋美龄结婚后曾到此居住，“西安事变”后又在此居住过。澄庐是一幢三层西式别墅，其西侧紧邻西湖，建筑面积约250平方米，外墙为奶黄色。